# Paul Pierné
Paul Pierné (30 juin 1874 à Metz - 24 mars 1952 à Paris) est un compositeur et organiste français. Il est le fils d'un cousin du compositeur et organiste Gabriel Pierné.

## Biographie
Paul Pierné naît à Metz le 30 juin 1874, alors que la ville est annexée à l'Allemagne. Paul reçoit ses premières leçons de musique de son père Charles, lui-même ancien élève de César Franck et organiste à l'église Notre-Dame. Il étudie ensuite au Conservatoire de Paris avec Georges Caussade et Charles Lenepveu. Paul Pierné reçoit une mention au Prix de Rome en 1903, et obtient la deuxième place au concours de 1904.
Succédant à son propre père en 1905, Paul Pierné devient organiste à l’Église Saint-Paul-Saint-Louis de Paris. Il conservera ce poste toute sa vie durant.
Paul Pierné meurt le 24 mars 1952, à Paris. Il est inhumé au cimetière du Père Lachaise dans la 58e division.

## Son œuvre
Son œuvre compte de nombreuses grandes pièces, comme deux opéras, plusieurs ballets, deux symphonies, et un certain nombre de poèmes symphoniques, de la musique de chambre, ainsi que des pièces religieuses, notamment deux messes, un oratorio, et plusieurs œuvres pour orgue dont une Toccata en fa majeur (1934).

### Opéras
- Le Diable galant (1913)
- Emilde et Mademoiselle Don Quichotte

### Ballets
- La Figurinaï
- La Libellule

### Musique religieuse
- 2 Messes
- Jeanne d'Arc, oratorio

### Musique symphonique
- 2 Symphonies
- Poèmes symphoniques :
  - Cléopâtre
  - De l'ombre à la lumière
  - Nuit évocatrice
  - Rapsodie lorraine

### Musique pour orgue
- Toccata en fa majeur (1934)

### Mélodies
- Schéhérazade

### Musique de chambre
- Suite pittoresque (1936), pour quintette à vent

## Écouter une œuvre
La « Toccata en ré mineur » de Paul Pierné. Bâtie sur des guirlandes d'arpèges brisées, cette œuvre de virtuosité gagne à être registrée toute en finesse et légèreté. C'est le parti qui a été pris dans cet enregistrement axé sur les fonds romantiques de l'orgue. On notera la clarté du Quintaton qui opère une découpe du temps aussi ciselée qu'une dentelle.
Registration :
- Récit : Gambe et Voix céleste
- Grand Orgue : Quintaton et Flûte Harmonique
- Pédale : Grosse Flûte 32, Soubasse 16, Tirasse Récit.

## Sources
- Prix de Rome 1900-1909 sur Musica et Memoria